# Нидерстенбак
Нидерстенбак (фр. Niedersteinbach) — коммуна на северо-востоке Франции в регионе Гранд-Эст (бывший Эльзас — Шампань — Арденны — Лотарингия), департамент Нижний Рейн, округ Агно-Висамбур, кантон Рейшсоффен. До марта 2015 года коммуна административно входила в состав кантона Висамбур (округ Висамбур).
Площадь коммуны — 8,3 км², население — 134 человека (2006) с тенденцией к стабилизации: 136 человек (2013), плотность населения — 16,4 чел/км².

## Население
Население коммуны в 2011 году составляло 150 человек, в 2012 году — 143 человека, а в 2013-м — 136 человек.
| 1962 | 1968 | 1975 | 1982 | 1990 | 1999 | 2006 | 2008 | 2011 | 2012 | 2013 |
| ---- | ---- | ---- | ---- | ---- | ---- | ---- | ---- | ---- | ---- | ---- |
| 253  | 239  | 228  | 181  | 161  | 155  | 134  | 145  | 150  | 143  | 136  |

Динамика населения:

## Экономика
В 2010 году из 80 человек трудоспособного возраста (от 15 до 64 лет) 59 были экономически активными, 21 — неактивными (показатель активности 73,8 %, в 1999 году — 73,0 %). Из 59 активных трудоспособных жителей работали 56 человек (31 мужчина и 25 женщин), трое мужчин числились безработными. Среди 21 трудоспособных неактивных граждан 3 были учениками либо студентами, 12 — пенсионерами, а ещё 6 — были неактивны в силу других причин.